# Cigarette (bateau)
Pour les articles homonymes, voir Cigarette (homonymie).

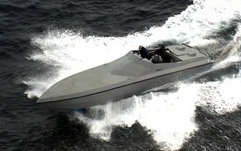
Go fast photographié par la Drug Enforcement Administration (DEA)

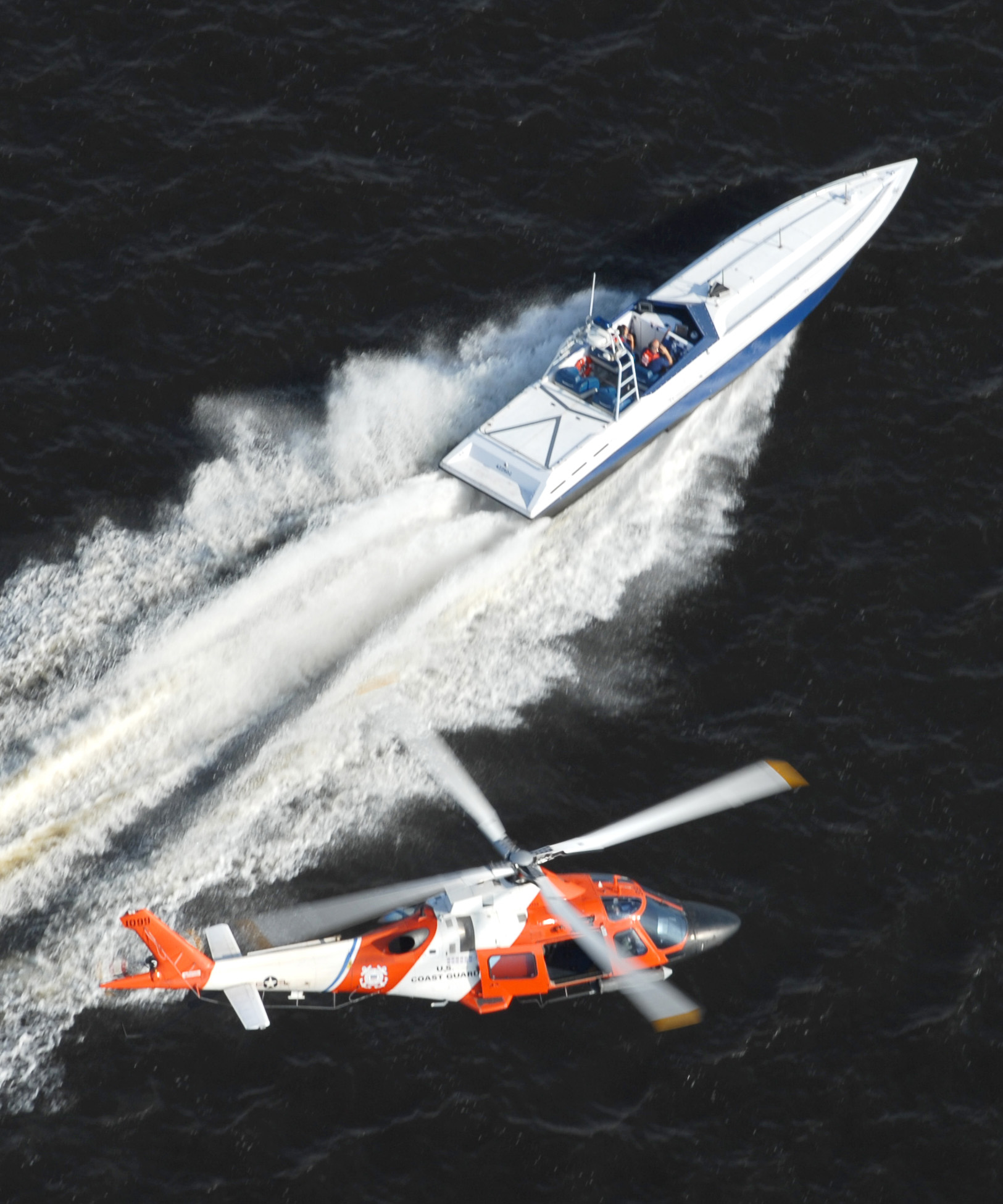
Exercice de l'Helicopter Interdiction Tactical Squadron simulant une poursuite

Une cigarette est un type d'embarcation effilée, puissamment motorisée et rapide, principalement destiné à la compétition sportive. Lorsqu'utilisées pour le transport de produits stupéfiants ou de contrebande, les cigarettes sont appelées des go fast (« go-fast boat » en anglais), ou des narcolanchas («vedettes narcotiques» en espagnol).

## Utilisation destinée à la contrebande
Dans les activités de contrebande, les bateaux cigarette sont appelés des go fast, comme le trafic de même nom. Ils ont pour mission de convoyer des marchandises illicites en haute mer en échappant aux garde-côtes. À l'origine ce sont des embarcations utilisées dans les courses motonautiques de vitesse offshore, mais l'expression désigne également les barques surmotorisées qui traversent la mer des Caraïbes pour acheminer vite et discrètement la cocaïne d'Amérique du Sud vers les États-Unis.
La technique s'est aujourd'hui développée en Méditerranée pour acheminer vers l'Europe la résine de cannabis en provenance du Nord du Maroc, mais aussi des cigarettes de contrebande, voire du trafic d'êtres humains. Les narcolanchas, de conception spécifique, dont la fabrication est interdite en Espagne, se fabriquent actuellement au Portugal.